# X-MEN (映画シリーズ)
「X-MEN」は、同名の架空のスーパーヒーローチームのマーベル・コミックを原作とした、アメリカのスーパーヒーロー映画シリーズ。2000年から2020年にかけて、20世紀フォックスによって製作された。

## 来歴
20世紀フォックスが、1994年にキャラクターの映画化権をマーベルから購入。いくつもの草案を経てブライアン・シンガーが『X-MEN』（2000年）とその続編『X-MEN2』（2003年）を監督したが、『スーパーマン リターンズ』（2006年）を監督するために降板したため、代わりにブレット・ラトナーが3作目『X-MEN:ファイナル ディシジョン』（2006年）を監督した。
2011年にはプロデューサーにサイモン・キンバーグを迎え、キャストを一新して仕切り直された。マシュー・ヴォーンが『X-MEN:ファースト・ジェネレーション』（2011年）を監督し、その続編『X-MEN:フューチャー&パスト』（2014年）と『X-MEN:アポカリプス』（2016年）は、ブライアン・シンガーが再び監督を務めた。さらに、その続編としてサイモン・キンバーグの初監督作となる『X-MEN:ダーク・フェニックス』（2019年）が公開された。
また、ウルヴァリンやデッドプールといった人気キャラクターを主人公とするスピンオフ作品も展開。ウルヴァリンに焦点を当てた作品では、ギャヴィン・フッド監督の『ウルヴァリン:X-MEN ZERO』（2009年）、ジェームズ・マンゴールド監督の『ウルヴァリン:SAMURAI』（2013年）と『LOGAN/ローガン』（2017年）がある。デッドプールを主役とした作品では、ティム・ミラー監督の『デッドプール』（2016年）、デヴィッド・リーチ監督でその続編『デッドプール2』（2018年）が公開された。
マーベル・スタジオのマーベル・シネマティック・ユニバースに習い、『ファンタスティック・フォー』と『X-MEN』シリーズのシェアード・ワールドを構築する予定であったが、『ファンタスティック・フォー』の興行的、批評的失敗により続編の計画が中止され、白紙となった。

### ディズニーによる買収
2019年3月、製作する20世紀フォックスの親会社、21世紀フォックスがウォルト・ディズニー・カンパニーに買収された事を受け、 ウォルト・ディズニー・カンパニーのボブ・アイガーCEOが今後の『X-MEN』シリーズの製作は同社傘下のマーベル・スタジオが引き継ぐと発言した。

## 映画作品
| 作品名                                                | 北米公開日                | 日本公開日                | 監督                      | 脚本                                                                          | 製作 |
| 「X-MEN」オリジナル三部作                             | 「X-MEN」オリジナル三部作 | 「X-MEN」オリジナル三部作 | 「X-MEN」オリジナル三部作 | 「X-MEN」オリジナル三部作                                                     | 「X-MEN」オリジナル三部作                                                                                   |
| ----------------------------------------------------- | ------------------------- | ------------------------- | ------------------------- | ----------------------------------------------------------------------------- | --- |
| X-メン X-Men                                          | 2000年7月14日             | 2000年10月7日             | ブライアン・シンガー      | デヴィッド・へイター                                                          | ローレン・シュラー・ドナー ラルフ・ウィンター                                                               |
| X-MEN2 X2                                             | 2003年5月2日              | 2003年5月3日              | ブライアン・シンガー      | マイケル・ドハティ ダニエル・P・ハリス ブライアン・シンガー                   | ローレン・シュラー・ドナー ラルフ・ウィンター                                                               |
| X-MEN:ファイナル ディシジョン X-Men: The Last Stand   | 2006年5月26日             | 2006年9月9日              | ブレット・ラトナー        | ザック・ペン サイモン・キンバーグ                                             | アヴィ・アラッド ローレン・シュラー・ドナー ラルフ・ウィンター                                              |
| 「X-MEN」新シリーズ                                   |                           |                           |                           |                                                                               | |
| X-MEN:ファースト・ジェネレーション X-Men: First Class | 2011年6月3日              | 2011年6月11日             | マシュー・ヴォーン        | ザック・ステンツ アシュリー・ミラー ジェーン・ゴールドマン マシュー・ヴォーン | サイモン・キンバーグ グレゴリー・グッドマン ローレン・シュラー・ドナー ブライアン・シンガー                 |
| X-MEN:フューチャー&パスト X-Men: Days of Future Past  | 2014年5月23日             | 2014年5月30日             | ブライアン・シンガー      | サイモン・キンバーグ                                                          | サイモン・キンバーグ ハッチ・パーカー ローレン・シュラー・ドナー ブライアン・シンガー                       |
| X-MEN:アポカリプス X-Men: Apocalypse                  | 2016年5月27日             | 2016年8月11日             | ブライアン・シンガー      | サイモン・キンバーグ                                                          | サイモン・キンバーグ ハッチ・パーカー ローレン・シュラー・ドナー ブライアン・シンガー                       |
| X-MEN:ダーク・フェニックス Dark Phoenix               | 2019年6月7日              | 2019年6月21日             | サイモン・キンバーグ      | サイモン・キンバーグ                                                          | サイモン・キンバーグ ハッチ・パーカー ローレン・シュラー・ドナー トッド・ハルウェル                         |
| 「ウルヴァリン」三部作                                |                           |                           |                           |                                                                               | |
| ウルヴァリン:X-MEN ZERO X-Men Origins: Wolverine      | 2009年5月1日              | 2009年9月11日             | ギャヴィン・フッド        | デイヴィッド・ベニオフ スキップ・ウッズ                                       | ローレン・シュラー・ドナー ラルフ・ウィンター ジョン・パレルモ ヒュー・ジャックマン ルイス・G・フリードマン |
| ウルヴァリン:SAMURAI The Wolverine                    | 2013年7月6日              | 2013年9月13日             | ジェームズ・マンゴールド  | マーク・ボンバック スコット・フランク クリストファー・マッカリー              | ハッチ・パーカー ローレン・シュラー・ドナー                                                                 |
| LOGAN/ローガン Logan                                  | 2017年3月3日              | 2017年6月1日              | ジェームズ・マンゴールド  | スコット・フランク ジェームズ・マンゴールド マイケル・グリーン                | ハッチ・パーカー サイモン・キンバーグ ローレン・シュラー・ドナー                                            |
| 「デッドプール」シリーズ                              |                           |                           |                           |                                                                               | |
| デッドプール Deadpool                                 | 2016年2月12日             | 2016年6月1日              | ティム・ミラー            | レット・リース ポール・ワーニック                                             | サイモン・キンバーグ ローレン・シュラー・ドナー ライアン・レイノルズ                                        |
| デッドプール2 Deadpool 2                              | 2018年5月18日             | 2018年6月1日              | デヴィッド・リーチ        | レット・リース ポール・ワーニック ライアン・レイノルズ                        | サイモン・キンバーグ ローレン・シュラー・ドナー ライアン・レイノルズ                                        |
| スピンオフ                                            |                           |                           |                           |                                                                               | |
| ニュー・ミュータント The New Mutants                  | 2020年8月28日             | 2021年3月31日             | ジョシュ・ブーン          | ジョシュ・ブーン クネイト・リー                                               | サイモン・キンバーグ カレン・ローズンフェルト ローレン・シュラー・ドナー                                    |

### X-MEN オリジナル三部作

#### 『X-メン』（2000年）
1994年、20世紀フォックスとプロデューサーのプラワン・シンはX-メンの映画化権を購入した。脚本執筆のためアンドリュー・ケヴィン・ウォーカーが雇われ、ジェームズ・キャメロンが監督することに興味を示していた。最終的には1996年7月にブライアン・シンガーが監督契約を交わした。シンガーはコミックのファンでは無かったが、そこにあった偏見や差別のアナロジーに魅了された。ジョン・ローガン、ジョス・ウェドン、エド・ソロモン、クリストファー・マッカリー、デヴィッド・ヘイターが脚本を執筆し、最終的にヘイターのみがクレジットに残った。撮影は1999年9月22日から2000年3月3日までにトロントで行われた。

#### 『X-MEN2』（2003年）
フォックスは2002年12月公開を目指してデヴィッド・ヘイターとザック・ペンを脚本執筆のために雇った。ストーリーは『X-Men: God Loves, Man Kills』に影響されているが、ストライカーのキャラクター設定は牧師から大佐に変更された。2002年2月、マイケル・ドハティとダン・ハリスが脚本書き直しのために雇われた。撮影は2002年6月17日にバンクーバーで始まって11月に完了し、公開日は2003年5月1日に変更された。

#### 『X-MEN:ファイナル ディシジョン』（2006年）
ブライアン・シンガーは3作目と4作目の撮影を望んでいた。2004年7月16日、シンガーは『スーパーマン リターンズ』を監督するために降板した。彼の案ではフェニックスに焦点を当て、エマ・フロストをシガニー・ウィーバー、ガンビットをキアヌ・リーブスにする予定であった。加えてシンガーは、ローグ、アイスマン、パイロのキャラクターを掘り下げたがっていた。翌月、サイモン・キンバーグとザック・ペンが雇われ、スタジオ重役はジョス・ウィードンによる『アストニッシング X‐MEN』のストーリー「ギフテッド」を映画の主要ストーリーにする提案をした。2005年2月にマシュー・ヴォーンが監督となったが、急な製作スケジュールのために降板した。6月にブレット・ラトナーが引き継ぎ、8月2日より撮影が始まった。

### ウルヴァリン 三部作

#### 『ウルヴァリン:X-MEN ZERO』（2009年）
2004年10月、デイヴィッド・ベニオフはウルヴァリンを主役としたスピンオフ映画の脚本家として雇われた。ヒュー・ジャックマンはウルヴァリン役を務めるとともにプロデューサーを兼任し、さらに脚本作業にも協力した。スタジオ側は『X-MEN:ファイナル ディシジョン』の監督であるブレット・ラトナーを『ウルヴァリン:X-MEN ZERO』でも続投するように交渉したが、合意には至らなかった。2007年7月、ギャヴィン・フッドが監督することが発表された。撮影はこれまでとは違いオーストラリアとニュージーランドで行われた。

#### 『ウルヴァリン:SAMURAI』（2013年）
2009年8月、『X-MEN』でノンクレジットながら参加したクリストファー・マッカリーが脚本のため雇われた。2010年10月、ダーレン・アロノフスキーが監督することが報じられたが、翌2011年3月、アロノフスキーはプロジェクトのために長期間国を離れなければならないことを理由に監督を降板した。2011年6月16日、ジェームズ・マンゴールドが監督に選ばれた。2011年9月、マーク・ボンバックがマッカリーの脚本書き直しのために雇われた。撮影は2012年8月にオーストラリアで始まった。2013年7月26日に公開された。『ウルヴァリン:SAMURAI』は、独立した作品であり、物語の時系列は『X-MEN:ファイナル ディシジョン』の後となる。

#### 『LOGAN/ローガン』（2017年）
すでにミュータントの大半が死滅した2029年。長年の激闘で心身共に疲弊しきったローガンはもはや不死身の存在ではなく、メキシコ国境近くの廃工場で年老いたチャールズ・エグゼビアの面倒を見ながら暮らしていた。ある日、ローガンはローラという謎の少女をノースダコタまで送り届けてほしいと依頼され、やむなく廃工場にかくまうが、ローラを奪い返すために巨大企業トランシジェン研究所から放たれた男ピアースが武装集団を引き連れて廃工場に押し寄せてくるのだった。

### X-MEN 新シリーズ

#### 『X-MEN:ファースト・ジェネレーション』（2011年）
『X-MEN:ファースト・ジェネレーション』はマシュー・ヴォーンが監督し、2011年6月3日に公開された。ジェームズ・マカヴォイが若きチャールズ・エグゼビア、マイケル・ファスベンダーが後にマグニートーとなるエリック・レーンシャー (Erik Lehnsherr) を演じた。これは「形成期のエグゼビアとマグニートーが学園を設立し、仲違いする」ことに焦点を当てた前日譚である。ヴィランはケヴィン・ベーコン演じるセバスチャン・ショウ (Sebastian Shaw (comics)) が率いるヘルファイア・クラブであり、他にジェニファー・ローレンスがミスティーク、ジャニュアリー・ジョーンズがエマ・フロストを演じた。2009年12月、ブライアン・シンガーが監督契約を交わしたが、2010年3月にフォックスはシンガーが監督ではなく製作に代わったことを明かした。主要撮影は2010年9月にロンドンで始まった。2011年夏に公開された。

#### 『X-MEN:フューチャー&パスト』（2014年）
『X-MEN:フューチャー&パスト』（X-Men: Days of Future Past）はブライアン・シンガーが監督し、『X-MEN』初期三部作と『ファースト・ジェネレーション』の両方のキャストが出演する。時代設定は『ファースト・ジェネレーション』から約10年後の1973年でありクリス・クレアモントとジョン・バーンが1981年に執筆したストーリー「デイズ・オブ・フューチャー・パスト」を基に、サイモン・キンバーグが脚本を執筆している。当初マシュー・ヴォンが監督予定であったが、マーク・ミラーの『The Secret Service』を映画化するために降板した。彼はキンバーグと共に脚本、製作として残留する。2013年4月より撮影が始まり、2014年5月16日に北米で公開された。

#### 『X-MEN:アポカリプス』（2016年）
2013年12月に、ブライアン・シンガーは、『X-MEN:フューチャー&パスト』の続編を『X-MEN:アポカリプス』というタイトルで発表した。ブライアン・シンガーが監督をし、サイモン・キンバーグ、ドン・ハリス、マイケル・ドハッティが脚本を執筆し、この映画はミュータントの起源に焦点を当てられると言われた。キンバーグは物語の舞台は1983年になり、『X-MEN:ファースト・ジェネレーション』から始まった三部作が完結するだろうといった。2015年4月に、カナダのモントリオールで主要撮影が開始され、8月に終了した。2016年5月27日に北米で公開された。

#### 『X-MEN:ダーク・フェニックス』（2019年）
『フューチャー・パスト』でX-MENフランチャイズのタイムラインが修正された後、『ファイナル ディシジョン』の出来事を無視した「ダーク・フェニックス・サーガ」の新たな映画化にキンバーグとシンガーは共に興味を示し、『X-MEN:アポカリプス』で再映画化のための要素を設定することを示唆した。『アポカリプス』では、ソフィー・ターナーを若き日のジーン・グレイとして登場させ、「彼女がどれほどの力を持っているのか」を示唆した。『アポカリプス』の不振の後、シンガーはシリーズに戻らないことが決定し、キンバーグが初の長編映画の監督を務めることになった。1990年代を舞台にしている。企画開発や脚本執筆の初期段階から「X-MEN」シリーズの最終作として製作された。撮影は2017年6月、カナダのモントリオールで開始され、2017年10月に完了した。2018年8月と9月に追加撮影が行われた。2019年6月7日に北米で公開された。

### デッドプール シリーズ

#### 『デッドプール』（2016年）
2004年2月、ニュー・ライン・シネマは監督/脚本であるデヴィッド・S・ゴイヤーと俳優のライアン・レイノルズと共に企画を立ち上げたが、結局とん挫する。しかし、2011年に監督にティム・ミラーが起用され、2012年に製作されたレイノルズが声とモーションキャプチャをつとめたテスト映像がオンライン映像がリークされ、好評をうけたため企画が本格的に始動し、2016年2月12日に公開日が設定された。プロデューサーのサイモン・キンバーグによれば、他のX-MEN作品とも世界観を共有する予定であるとのことである。本作品のデッドプールは『ウルヴァリン:X-MEN ZERO』で描かれたものより原作に忠実であり（ストーリー、赤いスーツ、暴力的なシーン、下ネタ、第四の壁の破壊）、R指定にもかかわらず、X-MENの映画シリーズやR指定映画で歴代最高の興行収入を記録した。

#### 『デッドプール2』（2018年）
2015年9月、キンバーグは『デッドプール』の続編が開発されていると語った。『デッドプール』の公開までに、20世紀フォックスは2作目の許可を出し、レット・リースとポール・ワーニックが脚本に復帰し、ミラーは当時脚本を手掛けていたため、監督として復帰することが検討されていた。しかし、2016年10月、ミラーはレイノルズとの創造的な相違のために本作を去り、11月にはデヴィッド・リーチが監督に就任した[85] 2017年2月、ドリュー・ゴダードがクリエイティブ・コンサルタントとして参加し、レイノルズ、レット・リース、ポール・ワーニックと共に脚本を執筆していた。撮影は2017年6月にカナダのバンクーバーで開始され、10月に終了した。本作は2018年5月18日に北米で公開された。

### スピンオフ

#### 『ニュー・ミュータント』（2020年）
2015年5月、ジョシュ・ブーンは、コミックブック「The New Mutants」シリーズの映画化の監督と脚本に起用された。「X-MEN」映画のスピンオフとして機能するこの作品は、クネイト・グワルトニー、スコット・ノイスタッター、マイケル・H・ウェーバーが共同脚本を担当し、ドナーとキンバーグが製作を務めている。2017年7月にマサチューセッツ州ボストンで撮影が開始された。何度かの延期の後、2020年8月28日に北米で公開された。

## 時間軸
『X-MEN:フューチャー&パスト』 で2023年から1973年に、タイムトラベルしたウルヴァリンによって過去が書き替えられ、新たなタイムラインが生まれた。
| 西暦                                 | 作品                                              | 作品                                               |
| 西暦                                 | 元のタイムライン                                  | 新タイムライン                                     |
| ------------------------------------ | ------------------------------------------------- | -------------------------------------------------- |
| 1962年                               | X-MEN:ファースト・ジェネレーション                | X-MEN:ファースト・ジェネレーション                 |
| 1973年                               |                                                   | X-MEN:フューチャー&パスト （過去パート）           |
| 1979年                               | ウルヴァリン:X-MEN ZERO                           |                                                    |
| 1983年                               |                                                   | X-MEN:アポカリプス                                 |
| 1992年                               | X-MEN:ダーク・フェニックス                        |                                                    |
| 2000年代                             | X-MEN                                             |                                                    |
| 2000年代                             | X-MEN2                                            |                                                    |
| 2000年代                             | X-MEN:ファイナル ディシジョン                     |                                                    |
| 2013年                               | ウルヴァリン:SAMURAI                              |                                                    |
| 2016年                               |                                                   | デッドプール                                       |
| 2018年                               | デッドプール2                                     |                                                    |
| 2023年                               | X-MEN:フューチャー&パスト （未来パート(改変前）） | X-MEN:フューチャー&パスト （未来パート（改変後）） |
| 2028年                               |                                                   | ニュー・ミュータント                               |
| 可能性のある未来（パラレルワールド） |                                                   |                                                    |
| 2029年                               | LOGAN/ローガン                                    | LOGAN/ローガン                                     |

## 主なキャスト
| キャラクター                                     | Original trilogy                        | Original trilogy                      | Original trilogy                        | Beginning films                             | Beginning films                                              | Beginning films              | Beginning films                   |
| キャラクター                                     | X-MEN (2000)                            | X-MEN2 (2003)                         | X-MEN:ファイナル ディシジョン (2006)    | X-MEN:ファースト・ジェネレーション (2011)   | X-MEN:フューチャー&パスト (2014)                             | X-MEN:アポカリプス (2016)    | X-MEN:ダーク・フェニックス (2019) |
| ------------------------------------------------ | --------------------------------------- | ------------------------------------- | --------------------------------------- | ------------------------------------------- | ------------------------------------------------------------ | ---------------------------- | --------------------------------- |
| ジェームズ・ローガン・ハウレット ウルヴァリン    | ヒュー・ジャックマン                    | ヒュー・ジャックマン                  | ヒュー・ジャックマン                    | ヒュー・ジャックマン                        | ヒュー・ジャックマン                                         | ヒュー・ジャックマン         |                                   |
| チャールズ・エグゼビア プロフェッサーX           | パトリック・スチュワート                | パトリック・スチュワート              | パトリック・スチュワート                | ジェームズ・マカヴォイ                      | ジェームズ・マカヴォイ パトリック・スチュワート              | ジェームズ・マカヴォイ       | ジェームズ・マカヴォイ            |
| エリック・レーンシャー マグニートー              | イアン・マッケラン                      | イアン・マッケラン                    | イアン・マッケラン                      | マイケル・ファスベンダー                    | マイケル・ファスベンダー イアン・マッケラン                  | マイケル・ファスペンダー     | マイケル・ファスペンダー          |
| スコット・サマーズ サイクロプス                  | ジェームズ・マースデン                  | ジェームズ・マースデン                | ジェームズ・マースデン                  |                                             | ジェームズ・マースデン                                       | タイ・シェリダン             | タイ・シェリダン                  |
| ジーン・グレイ フェニックス/ダーク・フェニックス | ファムケ・ヤンセン                      | ファムケ・ヤンセン                    | ファムケ・ヤンセン                      |                                             | ファムケ・ヤンセン                                           | ソフィー・ターナー           | ソフィー・ターナー                |
| オロロ・マンロー ストーム                        | ハル・ベリー                            | ハル・ベリー                          | ハル・ベリー                            |                                             | ハル・ベリー                                                 | アレクサンドラ・シップ       | アレクサンドラ・シップ            |
| レイヴン・ダークホルム ミスティーク              | レベッカ・ローミン                      | レベッカ・ローミン                    | レベッカ・ローミン                      | ジェニファー・ローレンス レベッカ・ローミン | ジェニファー・ローレンス                                     | ジェニファー・ローレンス     | ジェニファー・ローレンス          |
| マリー・ダンキャント ローグ                      | アンナ・パキン                          | アンナ・パキン                        | アンナ・パキン                          |                                             | アンナ・パキン                                               |                              |                                   |
| ボビー・ドレイク アイスマン                      | ショーン・アシュモア                    | ショーン・アシュモア                  | ショーン・アシュモア                    |                                             | ショーン・アシュモア                                         |                              |                                   |
| ピーター・ラスプーチン コロッサス                |                                         | ダニエル・クドモア                    | ダニエル・クドモア                      |                                             | ダニエル・クドモア                                           |                              |                                   |
| ジョン・アラーダイス パイロ                      | アレキサンダー・バートン （カメオ出演） | アーロン・スタンフォード              | アーロン・スタンフォード                |                                             |                                                              |                              |                                   |
| ウィリアム・ストライカー                         |                                         | ブライアン・コックス                  |                                         |                                             | ジョシュ・ヘルマン ブライアン・コックス （フラッシュバック） | ジョシュ・ヘルマン           |                                   |
| キティ・プライド シャドウキャット                | スメラ・ケイ （カメオ出演）             | ケイティ・スチュアート （カメオ出演） | エリオット・ペイジ                      |                                             | エリオット・ペイジ                                           |                              |                                   |
| ヘンリー・ハンク・マッコイ ビースト              |                                         | スティーブ・ベーシック （カメオ出演） | ケルシー・グラマー                      | ニコラス・ホルト                            | ニコラス・ホルト ケルシー・グラマー                          | ニコラス・ホルト             | ニコラス・ホルト                  |
| モイラ・マクタガート                             |                                         |                                       | オリヴィア・ウィリアムズ （カメオ出演） | ローズ・バーン                              |                                                              | ローズ・バーン               |                                   |
| アレックス・サマーズ ハヴォック                  |                                         |                                       |                                         | ルーカス・ティル                            | ルーカス・ティル                                             | ルーカス・ティル             |                                   |
| ピーター・マキシモフ クイックシルバー            |                                         |                                       |                                         |                                             | エヴァン・ピーターズ                                         | エヴァン・ピーターズ         | エヴァン・ピーターズ              |
| カート・ワーグナー ナイトクローラー              |                                         | アラン・カミング                      |                                         |                                             |                                                              | コディ・スミット＝マクフィー | コディ・スミット＝マクフィー      |
| ジュビレーション・リー ジュビリー                | カトリーナ・フローレンス （カメオ出演） | ケイヤ・ウォン （カメオ出演）         | ケイヤ・ウォン （カメオ出演）           |                                             |                                                              | ラナ・コンドル               |                                   |
| エリザベス・ブラドック サイロック                |                                         |                                       | メイ・メランソン （カメオ出演）         |                                             |                                                              | オリヴィア・マン             | オリヴィア・マン                  |

| キャラクター                                                    | ウルヴァリン                   | ウルヴァリン                | ウルヴァリン             | デッドプール             | デッドプール             | デッドプール                     | ニュー・ミュータント        |
| キャラクター                                                    | ウルヴァリン:X-MEN ZERO (2009) | ウルヴァリン:SAMURAI (2013) | LOGAN/ローガン (2017)    | デッドプール (2016)      | デッドプール2 (2018)     | デッドプール&ウルヴァリン (2024) | ニュー・ミュータント (2020) |
| --------------------------------------------------------------- | ------------------------------ | --------------------------- | ------------------------ | ------------------------ | ------------------------ | -------------------------------- | --------------------------- |
| ジェームズ・ローガン・ハウレット ウルヴァリン                   | ヒュー・ジャックマン           | ヒュー・ジャックマン        | ヒュー・ジャックマン     |                          |                          | ヒュー・ジャックマン             |                             |
| チャールズ・エグゼビア プロフェッサーX                          | パトリック・スチュワート       | パトリック・スチュワート    | パトリック・スチュワート |                          |                          |                                  |                             |
| ビクター・クリード セイバー・トゥース                           | リーヴ・シュレイバー           |                             |                          |                          |                          | タイラー・メイン                 |                             |
| ローラ X-23                                                     |                                |                             | ダフネ・キーン           |                          |                          | ダフネ・キーン                   |                             |
| ウェイド・ウィルソン デッドプール                               | ライアン・レイノルズ           |                             |                          | ライアン・レイノルズ     | ライアン・レイノルズ     | ライアン・レイノルズ             |                             |
| ヴァネッサ・カーライスル                                        |                                |                             |                          | モリーナ・バッカリン     | モリーナ・バッカリン     | モリーナ・バッカリン             |                             |
| ドーピンダー                                                    |                                |                             |                          | カラン・ソーニ           | カラン・ソーニ           | カラン・ソーニ                   |                             |
| ジャック・ハマー ウィーゼル                                     |                                |                             |                          | T・J・ミラー             | T・J・ミラー             |                                  |                             |
| アルシア ブラインド・アル                                       |                                |                             |                          | レスリー・アガムズ       | レスリー・アガムズ       | レスリー・アガムズ               |                             |
| エリー・フィミスター ネガソニック・ティーンエイジ・ウォーヘッド |                                |                             |                          | ブリアナ・ヒルデブランド | ブリアナ・ヒルデブランド | ブリアナ・ヒルデブランド         |                             |
| ピョートル・ラスプーチン コロッサス                             |                                |                             |                          | ステファン・カピチッチ   | ステファン・カピチッチ   | ステファン・カピチッチ           |                             |
| ユキオ                                                          |                                | 福島リラ                    |                          |                          | 忽那汐里                 | 忽那汐里                         |                             |
| ネーサン・サマーズ ケーブル                                     |                                |                             |                          |                          | ジョシュ・ブローリン     |                                  |                             |
| ニーナ・サーマン ドミノ                                         |                                |                             |                          |                          | ザジ・ビーツ             |                                  |                             |
| ラーナ・シンクレア ウルフスベーン                               |                                |                             |                          |                          |                          |                                  | メイジー・ウィリアムズ      |
| イリアナ・ラスプーチン マジック                                 | アニャ・テイラー・ジョイ       |                             |                          |                          |                          |                                  |                             |
| サム・ガスリー キャノンボール                                   | ヘンリー・ザガ                 |                             |                          |                          |                          |                                  |                             |
| ロベルト・ダ・コスタ サンスポット                               | チャーリー・ヒートン           |                             |                          |                          |                          |                                  |                             |
| ダニエル・ムーンスター ミラージュ                               | ブルー・ハント                 |                             |                          |                          |                          |                                  |                             |
| セシリア・レイエス                                              | アリシー・ブラガ               |                             |                          |                          |                          |                                  |                             |

| キャラクター                    | レギオン                     | レギオン                     | レギオン                 | ザ・ギフテッド         | ザ・ギフテッド         |
| キャラクター                    | シーズン1                    | シーズン2                    | シーズン3                | シーズン1              | シーズン2              |
| ------------------------------- | ---------------------------- | ---------------------------- | ------------------------ | ---------------------- | ---------------------- |
| デヴィッド・ハラー レギオン     | ダン・スティーブンス         | ダン・スティーブンス         | ダン・スティーブンス     |                        |                        |
| シド・バレット                  | レイチェル・ケラー           | レイチェル・ケラー           | レイチェル・ケラー       |                        |                        |
| レニー・バスカー                | オーブリー・プラザ           | オーブリー・プラザ           | オーブリー・プラザ       |                        |                        |
| メラニー・バード                | ジーン・スマート             | ジーン・スマート             | ジーン・スマート         |                        |                        |
| プトノミー・ウォレス            | ジェレミー・ハリス           | ジェレミー・ハリス           | ジェレミー・ハリス       |                        |                        |
| ケリー（Cary）・ラウダーミルク  | ビル・アーウィン             | ビル・アーウィン             | ビル・アーウィン         |                        |                        |
| ケリー（Kerry）・ラウダーミルク | アンバー・ミッドサンダー     | アンバー・ミッドサンダー     | アンバー・ミッドサンダー |                        |                        |
| エイミー・ハラー                | ケイティ・アセルトン         | ケイティ・アセルトン         | ケイティ・アセルトン     |                        |                        |
| リード・ストラッカー            |                              |                              |                          | スティーヴン・モイヤー | スティーヴン・モイヤー |
| ケイトリン・ストラッカー        | エイミー・アッカー           | エイミー・アッカー           |                          |                        |                        |
| アンディ・ストラッカー          | パーシー・ハインズ・ホワイト | パーシー・ハインズ・ホワイト |                          |                        |                        |
| ローレン・ストラッカー          | ナタリー・アリン・リンド     | ナタリー・アリン・リンド     |                          |                        |                        |
| ローナ・デイン ポラリス         | エマ・デュモン               | エマ・デュモン               |                          |                        |                        |
| クラリス・ファーガソン ブリンク | ジェイミー・チャン           | ジェイミー・チャン           |                          |                        |                        |
| ジェイス・ターナー              | コピー・ベル                 | コピー・ベル                 |                          |                        |                        |

## 主な日本語吹替キャスト
Original trilogyは劇場公開（ソフト）版の声優を記載。
| キャラクター                                     | Original trilogy | Original trilogy | Original trilogy                     | Beginning films                           | Beginning films                                   | Beginning films           | Beginning films                   |
| キャラクター                                     | X-MEN (2000)     | X-MEN2 (2003)    | X-MEN:ファイナル ディシジョン (2006) | X-MEN:ファースト・ジェネレーション (2011) | X-MEN:フューチャー&パスト (2014)                  | X-MEN:アポカリプス (2016) | X-MEN:ダーク・フェニックス (2019) |
| ------------------------------------------------ | ---------------- | ---------------- | ------------------------------------ | ----------------------------------------- | ------------------------------------------------- | ------------------------- | --------------------------------- |
| ジェームズ・ローガン・ハウレット ウルヴァリン    | 梁田清之         | 山路和弘         | 山路和弘                             | 山路和弘                                  | 山路和弘                                          |                           |                                   |
| チャールズ・エグゼビア プロフェッサーX           | 大木民夫         | 大木民夫         | 大木民夫                             | 内田夕夜                                  | 内田夕夜 大木民夫                                 | 内田夕夜                  | 内田夕夜                          |
| エリック・レーンシャー マグニートー              | 阪脩             | 有川博           | 有川博                               | 三木眞一郎                                | 三木眞一郎 家弓家正 長克巳（追録）                | 三木眞一郎                | 三木眞一郎                        |
| スコット・サマーズ サイクロプス                  | 檀臣幸           | 檀臣幸           | 檀臣幸                               |                                           | 倉富亮                                            | 木村良平                  | 木村良平                          |
| ジーン・グレイ フェニックス/ダーク・フェニックス | 日野由利加       | 日野由利加       | 日野由利加                           |                                           | 日野由利加                                        | 能登麻美子                | 能登麻美子                        |
| オロロ・マンロー ストーム                        | 相沢恵子         | 本田貴子         | 本田貴子                             |                                           | 本田貴子                                          | 志田有彩                  | 志田有彩                          |
| レイヴン・ダークホルム ミスティーク              | 幸田直子         | 幸田直子         | 幸田直子                             | 牛田裕子                                  | 剛力彩芽（劇場） 牛田裕子（ローグ・エディション） | 牛田裕子                  | 牛田裕子                          |

## 製作

### 新たなタイムライン
『X-MEN:フューチャー&パスト』は新たなタイムラインを生み出し、今までの出来事をリセットしたが、『X-MEN:ファースト・ジェネレーション』の方が、過去作への言及はあるものの、いくつか設定の初期化も行われており、これまでのX-MENシリーズの前日譚というよりもリブートの一作目としての色合いが強い。
『X-MEN:フューチャー&パスト』で生まれた新たなタイムラインについて、プロデューサーのサイモン・キンバーグは「一つの方向に流れる川の流れのようなものです。川には新たな波を作り出すことはできるけれども、流れを変えることはできません。『X-MEN:フューチャー&パスト』で私たちが行ったことは、いくつかの出来事を書き換えましたが、最終的にはこの映画で見たような未来のマンションの中に戻ります。つまりほとんどの時間の流れは同じ方向へ続くということで、これまでの映画で見たほとんどの出来事は、少し修正されてはいますが、依然として起こっているのです。」と説明する。キンバーグは、ストライカーに化けたミスティークに助けられたウルヴァリンが、『X-MEN:アポカリプス』では、元のタイムラインで起こったようにアダマンチウムを埋め込まれてしまうこともこの原理だと語る。

### 配役
『X-MEN:アポカリプス』ではトーマス・レマルキスがキャリバンを演じた一方、『LOGAN/ローガン』ではスティーヴン・マーチャントが演じたことに対して、映画の連続性を保つことに何か懸念はなかったのかと尋ねられ、プロデューサーのサイモン・キンバーグは、「私たちは、映画製作者たちに可能な限り多くの自由を与えたいと思っています。それにまだ映画同士で矛盾したりしていません。それぞれの映画にはそれぞれのニュアンスや解釈があります。具体的な例を挙げると、コロッサスは異なった映画に異なった見た目で出ているでしょう。『デッドプール』では、完全なCGですが、X-MEN本編では、役者がいてCGになっています。だから、演じるレベルはいくつかあるということで、そのような形式は映画だけでなく演劇にもあります。異なった俳優が何世紀もハムレットを演じてきたのです。」と答え、それぞれの作品にあった形を優先して、ひとつのキャラクターにひとりの俳優を固定することに縛られない制作姿勢を示している。

## 評価

### 興行成績
| 作品名                             | 米国公開日    | 興行収入     | 興行収入     | 興行収入       | 製作費         | 出典   |
| 作品名                             | 米国公開日    | 北米         | 北米以外     | 全世界         | 製作費         | 出典   |
| ---------------------------------- | ------------- | ------------ | ------------ | -------------- | -------------- | ------ |
| X-MEN                              | 2000年7月14日 | $157,299,717 | $139,039,810 | $296,339,527   | $75 million    | [ 68 ] |
| X-MEN2                             | 2003年5月2日  | $214,949,694 | $192,761,855 | $407,711,549   | $110 million   | [ 69 ] |
| X-MEN:ファイナル ディシジョン      | 2006年5月26日 | $234,362,462 | $224,997,093 | $459,359,555   | $210 million   | [ 70 ] |
| ウルヴァリン:X-MEN ZERO            | 2009年5月1日  | $179,883,157 | $193,179,707 | $373,062,864   | $150 million   | [ 71 ] |
| X-MEN:ファースト・ジェネレーション | 2011年6月3日  | $146,408,305 | $207,215,819 | $353,624,124   | $160 million   | [ 72 ] |
| ウルヴァリン:SAMURAI               | 2013年7月6日  | $132,556,852 | $282,271,394 | $414,828,246   | $120 million   | [ 73 ] |
| X-MEN:フューチャー&パスト          | 2014年5月23日 | $233,921,534 | $513,941,241 | $747,862,775   | $200 million   | [ 74 ] |
| デッドプール                       | 2016年2月12日 | $363,070,709 | $420,042,270 | $783,112,979   | $58 million    | [ 75 ] |
| X-MEN:アポカリプス                 | 2016年5月27日 | $155,442,489 | $388,492,298 | $543,934,787   | $178 million   | [ 76 ] |
| LOGAN/ローガン                     | 2017年3月3日  | $226,277,068 | $390,518,532 | $616,795,600   | $97 million    | [ 77 ] |
| デッドプール2                      | 2018年5月18日 | $318,491,426 | $415,754,499 | $734,245,921   | $110 million   | [ 78 ] |
| X-MEN:ダーク・フェニックス         | 2019年6月7日  | $65,845,974  | $186,597,000 | $252,442,974   | $200 million   |        |
| ニュー・ミュータント               | 2020年4月3日  | $23,852,659  | $24,178,539  | $48,031,198    | $67–80 million |        |
| 合計                               | 合計          | $932,903,335 | $957,194,284 | $1,890,097,619 | $815,000,000   |        |

### 批評家の反応
| 作品名                             | Rotten Tomatoes   | Metacritic      | Metacritic      |
| ---------------------------------- | ----------------- | --------------- | --------------- |
| X-MEN                              | 81% (166 reviews) | 64 (33 reviews) |                 |
| X-MEN2                             | 86% (237 reviews) | 68 (37 reviews) | 68 (37 reviews) |
| X-MEN:ファイナル ディシジョン      | 58% (233 reviews) | 58 (38 reviews) | 58 (38 reviews) |
| ウルヴァリン:X-MEN ZERO            | 38% (256 reviews) | 40 (39 reviews) | 40 (39 reviews) |
| X-MEN:ファースト・ジェネレーション | 86% (278 reviews) | 65 (38 reviews) | 65 (38 reviews) |
| ウルヴァリン:SAMURAI               | 69% (243 reviews) | 61 (43 reviews) | 60 (45 reviews) |
| X-MEN:フューチャー&パスト          | 91% (295 reviews) | 75 (43 reviews) | 74 (43 reviews) |
| デッドプール                       | 83% (302 reviews) | 65 (49 reviews) | 65 (49 reviews) |
| X-MEN:アポカリプス                 | 48% (301 reviews) | 52 (48 reviews) | 52 (48 reviews) |
| LOGAN/ローガン                     | 93% (325 reviews) | 77 (51 reviews) | 77 (51 reviews) |
| デッドプール2                      | 83% (288 reviews) | 66 (51 reviews) | 66 (51 reviews) |
| X-MEN:ダーク・フェニックス         | 22% (378 reviews) | 43 (52 reviews) | B−              |
| ニュー・ミュータント               | 35% (126 reviews) | 43 (20 reviews) | N/A             |

## MCUにおける展開
2019年3月のディズニーによるFOX買収後、マーベル・スタジオは「ファンタスティック・フォー」、「デッドプール」シリーズと共に「X-MEN」シリーズの映画化権を取り戻し、MCUへの統合がなされる。2020年10月には、ディズニープラス上で「X-MEN」シリーズおよび「ファンタスティック・フォー」の映画作品が「マーベル・レガシー」（Marvel Legacy films）としてリブランドされた。
『ワンダヴィジョン』（2021年）では、「X-MEN」シリーズにおける役柄を参照する形で、ワンダ・マキシモフの亡くなった双子の弟・ピエトロ・マキシモフのふりをしたラルフ・ボーナーというキャラクターをエヴァン・ピーターズが演じた。パトリック・スチュアートは、『ドクター・ストレンジ/マルチバース・オブ・マッドネス』（2022年）にて別アースのチャールズ・エグゼビア / プロフェッサーXを再演し、ケルシー・グラマーが『マーベルズ』（2023年）にてハンク・マッコイ / ビーストを再演した。 チームを取り上げる新作映画はMCU版としてリブートされ、2023年9月に企画段階に入った。

### 『デッドプール&ウルヴァリン』（2024年）
「デッドプール」シリーズの3作目であり、『ローガン』の物語に続く作品。前作までは20世紀フォックス映画（現・20世紀スタジオ）の元で製作されてきたが、今作からはディズニー主導の下で製作される。併せて、今作からはマーベル・シネマティック・ユニバース（MCU）に組み込まれる。また、ヒュー・ジャックマンがウルヴァリン役に復帰することでも話題となった。